# Trichaphodius obvius
Trichaphodius obvius är en skalbaggsart som beskrevs av S. Endrödi 1964. Trichaphodius obvius ingår i släktet Trichaphodius och familjen Aphodiidae. Inga underarter finns listade i Catalogue of Life.